# George Murphy
George Murphy é um especialista em efeitos visuais estadunidense. Venceu o Oscar de melhores efeitos visuais na edição de 1995 por Forrest Gump, ao lado de Ken Ralston, Stephen Rosenbaum e Allen Rall.